# バイユー
バイユー（Bayeux、発音:bajø）は、フランス、ノルマンディー地域圏、カルヴァドス県のコミューン。
4世紀以降司教座が置かれ、県の郡庁所在地であるバイユーは、ウィリアム征服王のノルマン・コンクエストを刺繍で表したバイユーのタペストリーで有名である。
オーヴァーロード作戦の時、連合国軍が上陸した海岸から数キロ内陸にあるベッサン地方の主都バイユーは、作戦によって解放された最初の主要都市である。ノルマンディーの戦い後も古くからの状態で戦禍を逃れたまれなノルマンディーの町であり、豊かな建築遺産・文化遺産を保持している。

## 地理

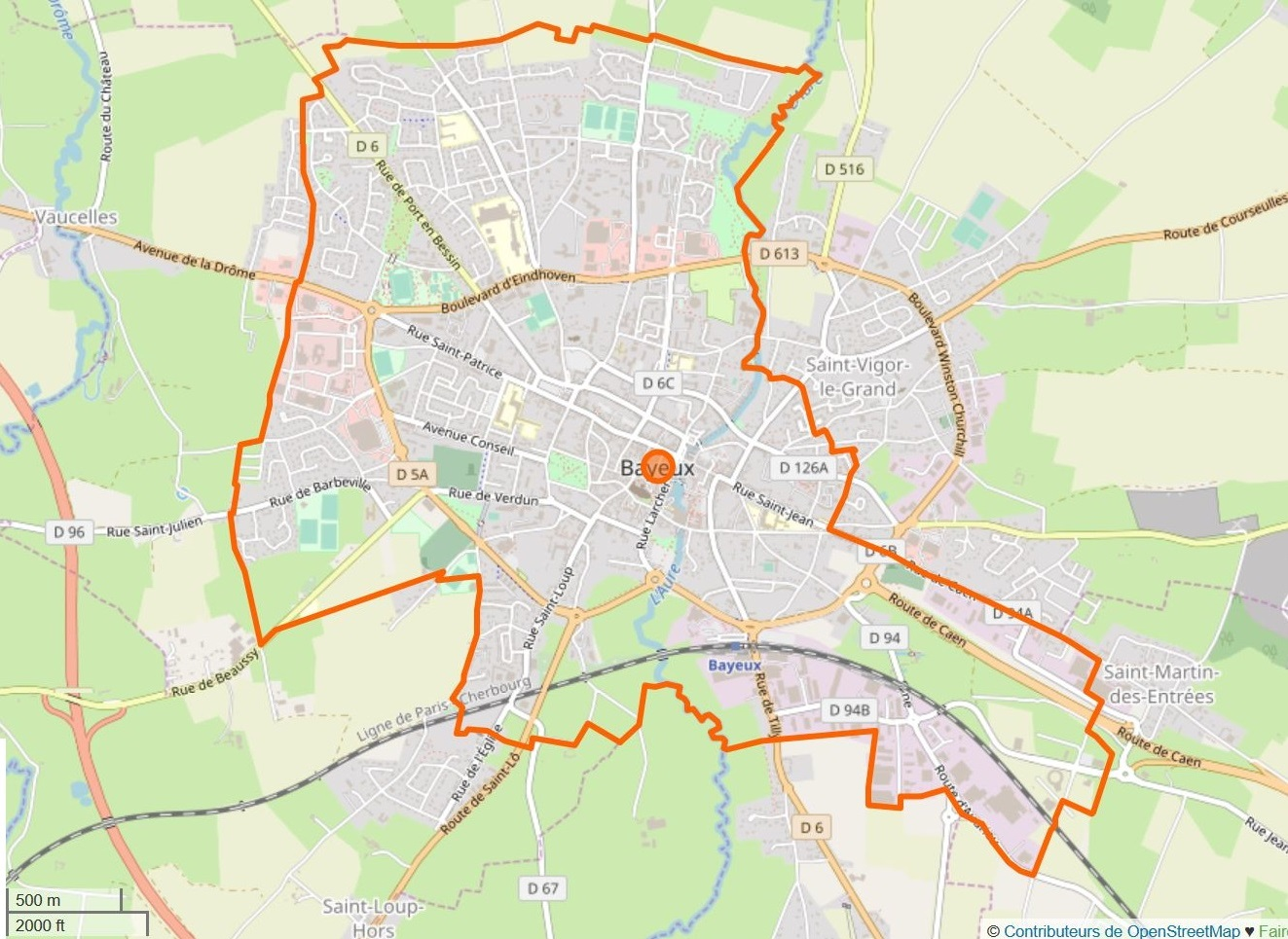
コミューンの地図

バイユーは、イギリス海峡の海岸から7km、カーンの西30kmにある。海抜は32mから67m、平均は46mであり、市街をオール川が横切る。町は、パリ-カーン-シェルブール間を走る国道13号線および鉄道路線の軸上にある。県北西部、ベッサン地方の主都である。

### 交通
バイユー駅は、パリ・サン・ラザール駅-シェルブール線と、TERカーン-レンヌ線が停車する。
バス路線を運営するBybus社は、主要路線でバイユーと隣接コミューン、サン・マルタン・デザントレとサン＝ヴィゴール＝ル＝グランに、ショイニス/サン・マルタン・デザントレ方面と3つの地区にサービスを提供している。県が設置したBus vertは、近隣コミューンへのアクセスを提供している。市内中心部にある約3000か所の駐車スペースは、ほとんどのスペースが簡単に駐車でき、無料である。バイパスはバイユー環状道路である。市中心部の通りは、戦車が通過するには狭すぎたため、イギリス軍の上陸後に最初の部分が建設された。高速道路基準に準拠してバイユーの道路が転換されるまで、バイパスは国道13号線を延長していた。
サイクリング網は非常に限定されているが、改善が計画されている。
最寄りの空港は、21km離れたカーン・カルピケ空港である。イギリスに向けた海上輸送は、カーン＝ウイストラム港-ポーツマス港ラインである。
バイユーは、ナポレオン3世によって1858年に完成したパリ-シェルブール鉄道路線が通っていた。1899年以降、バイユーにはカルヴァドス鉄道会社によってポルタン・ベッサンやクルスル・シュル・メールを結ぶ地元鉄道が運行していた。この路線は1904年にバレロワまで延長された。路線は1931年と1932年に格下げされた。

### 気候
下の表は、2007年の気温と降水量を示している。
| 月                   | 1月  | 2月  | 3月  | 4月  | 5月  | 6月  | 7月  | 8月  | 9月  | 10月 | 11月 | 12月 |
| -------------------- | ---- | ---- | ---- | ---- | ---- | ---- | ---- | ---- | ---- | ---- | ---- | ---- |
| 平均最高気温 (°C)    | 10,1 | 11,1 | 11,8 | 17   | 17,3 | 20,1 | 21,3 | 21   | 19,3 | 15,3 | 11,5 | 7,9  |
| 平均最低気温 (°C)    | 4,7  | 5,5  | 3,5  | 6,3  | 9,4  | 11,5 | 12,9 | 12,6 | 10,3 | 7,3  | 5,2  | 1,9  |
| 平均気温 (°C)        | 7,4  | 8,3  | 7,6  | 11,6 | 13,3 | 15,8 | 17,1 | 16,8 | 14,8 | 11,3 | 8,3  | 4,9  |
| 平均降水量 (mm)      | 45   | 83   | 90   | 23   | 91   | 83   | 135  | 49   | 56   | 39   | 44   | 81   |
| Source: Météo France |      |      |      |      |      |      |      |      |      |      |      |      |

## 都市計画
コミューンにある6900戸の住宅のうち、個人住宅は2900戸である.。バイユーには地域内で42％の公営住宅があり、そのうち80％がアパートである。

### 公園と緑地
コミューンは、花のまちコンクールで3つ花を獲得している。
- 2.6ヘクタールの公立公園は1864年にオープンした。この土地は、シャルルマーニュ・ジャン＝ドラマ―ルにより園芸教育の庭をつくるため町に与えられたのだが、リヨンのテト・ドール公園の開発者ウジェーヌ・ビュレーによって公立公園として設計された。植物園は当時からほとんど変わっていない。公園、南側の通り、2か所の入り口パヴィリオンが2007年12月から歴史的記念物のリストに入っている。最も有名な木はしだれブナで、天然記念物に指定され、2000年以降『フランスの驚くべき樹木』（fr）のラベルを授与されている。ブナの枝は1250平方メートルの面積をカバーし、金属製フレームで支えられている。
- 市の中心部にあるシャルル・ド・ゴール広場（かつてのシャトー広場）には、1932年に天然記念物に指定された150本のシナノキが植えられ、多くの文化イベントが開催されている広い芝生を囲む。
- リベルテ広場にある自由のプラタナス（革命期に盛んに植樹された自由の木）は、1729年3月29日に革命家たちによって植えられた。天然記念物に指定されており、『フランスの驚くべき樹木』ラベルの恩恵も受けている。
- バイユーの戦争記者記念碑は、戦争特派員に対するバイユー・カルヴァドス賞の延長として2006年にオープン、ファビアン・ヴァル大通りにある。設計はサミュエル・クラクランで、1944年以降職務の行使で殺害されたジャーナリストに敬意を表して、毎年新しい石碑が除幕されている。この白い庭は、国境なき記者団とバイユー市が共同で生み出したものである。

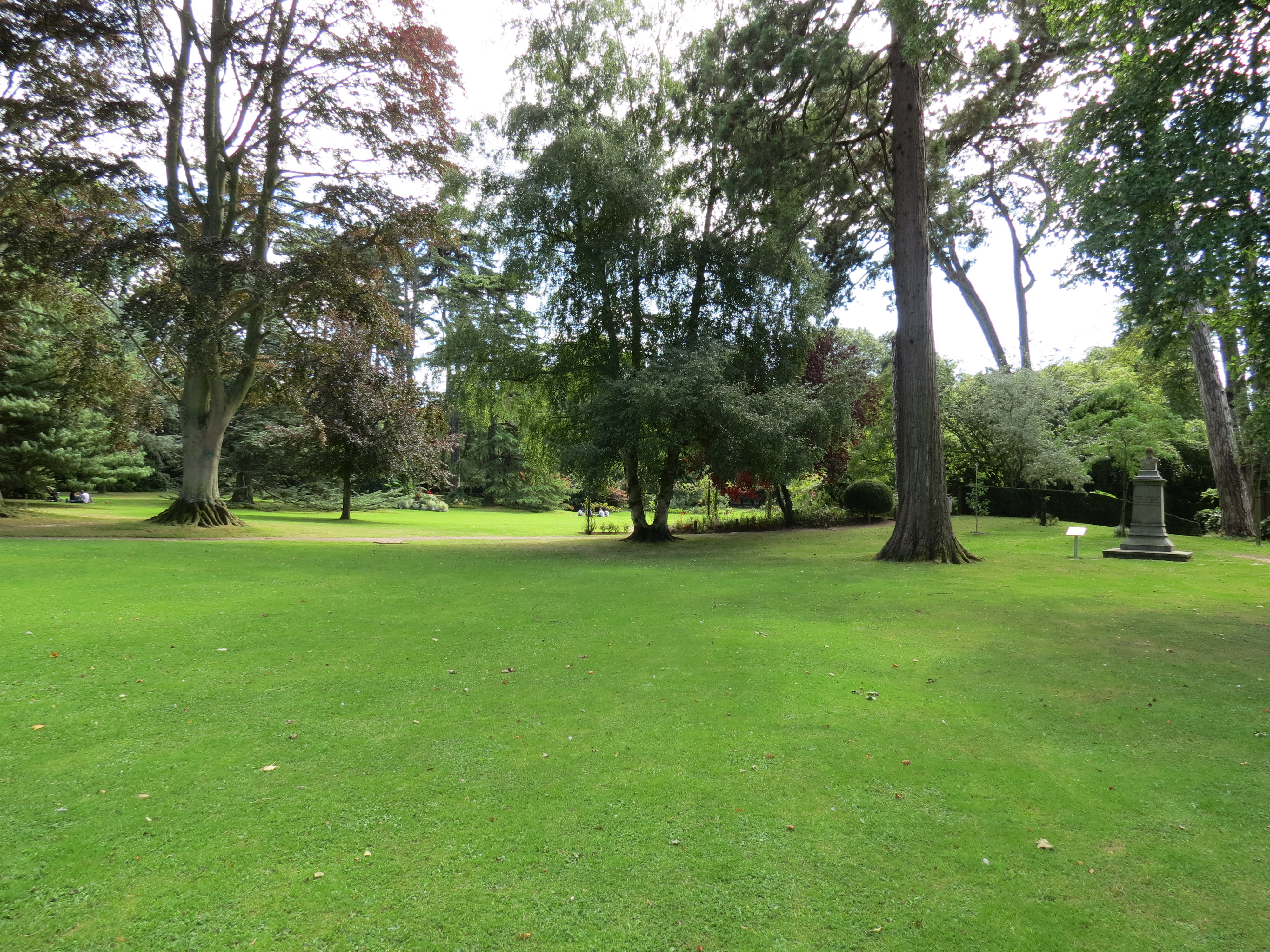
公立公園
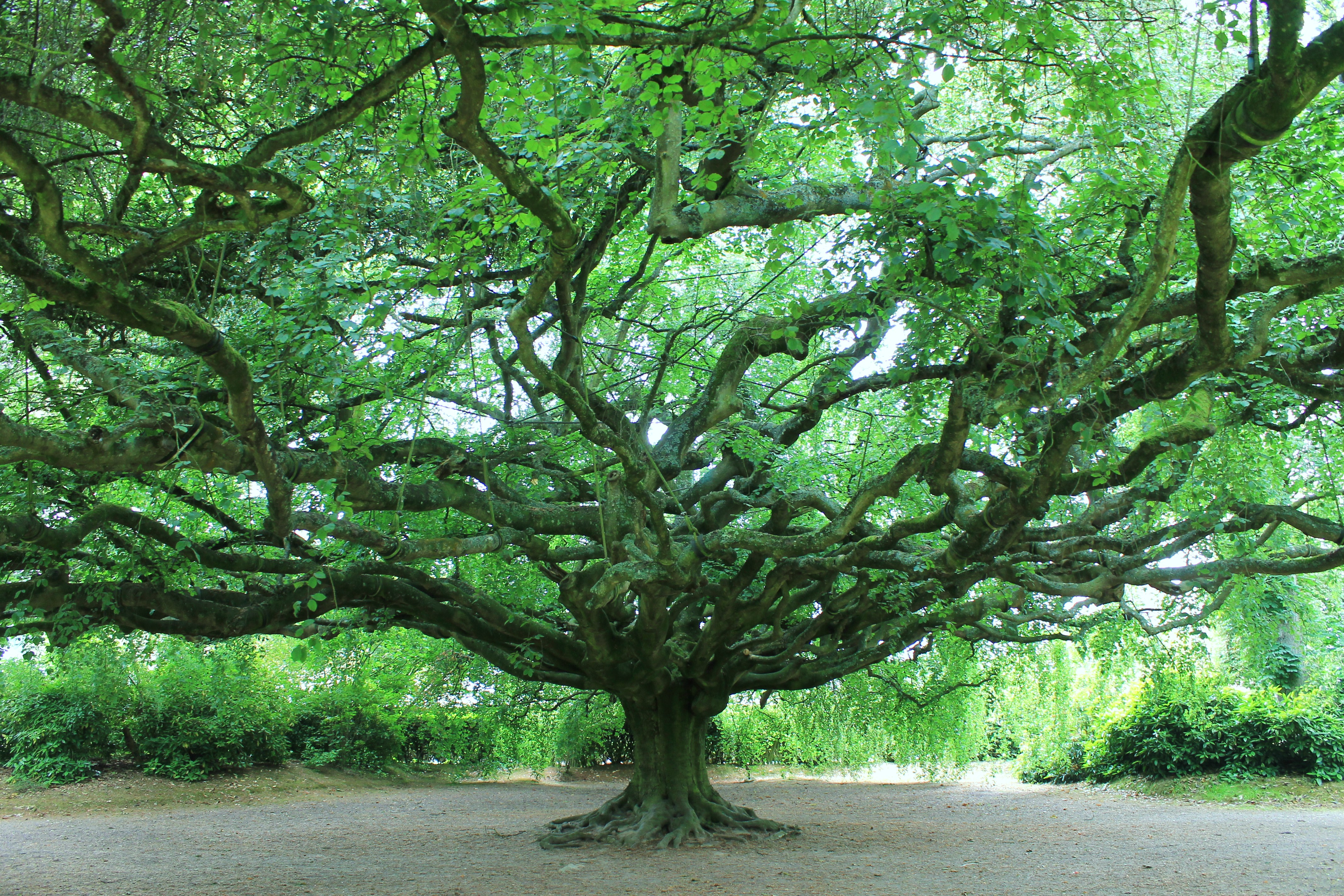
しだれブナ
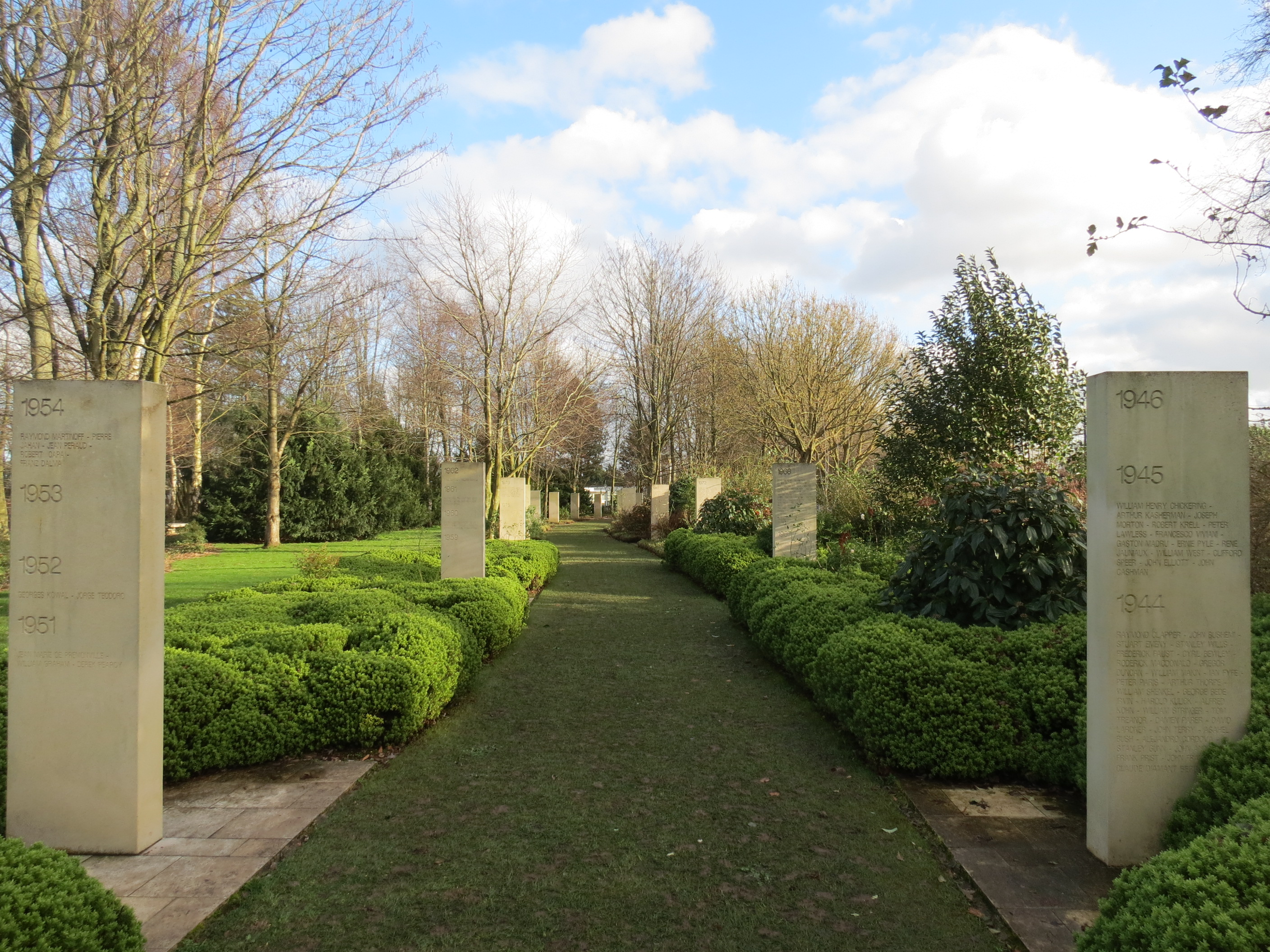
戦争記者記念碑のプロムナード
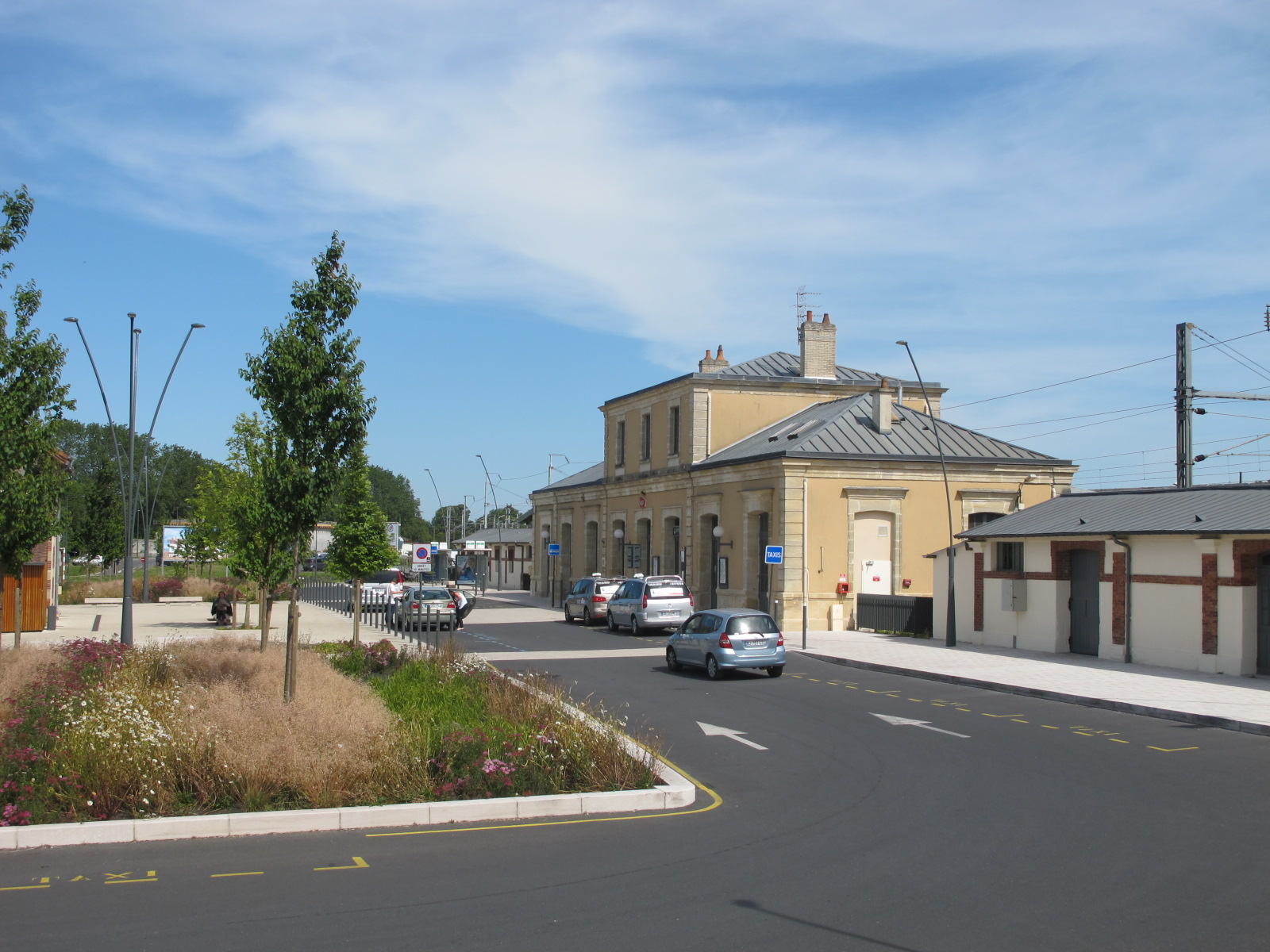
バイユー駅前庭園

## 由来
地名は、紀元前1世紀にAugustodurumとのつづりで証明されている。400年代にはcivitas Baiocassium、410年代にはBaiocas、1155年にはBaieusであった。かつてはガリア系のバヨカセス族（fr）が本拠地を置き、ローマ帝国時代末期に頻繁に見られたように、部族の名前が都市の名称に移された。バイユー住民たちは、地元生まれかそうでないかを、地元住民の自称であるBajocassesとBayeusainsのどちらを用いるかで区別している。

## 歴史

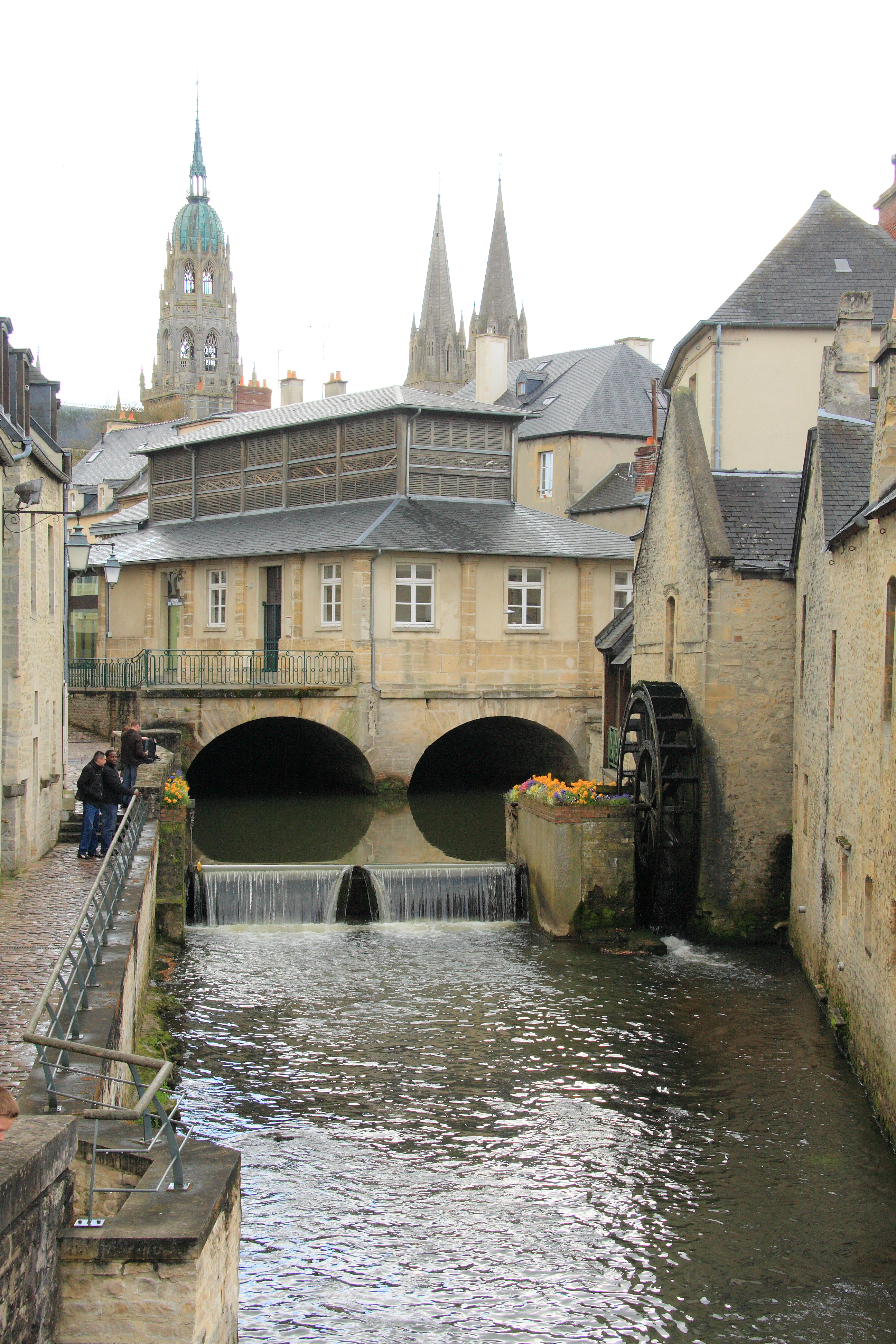
オール川

### ガロ＝ローマ時代
ガロ＝ローマ時代の紀元前1世紀、Augustodurumの名でバイユーは建設された。バイユーはベッサン地方の中心地で、アントニウス・ピウス帝時代の大プリニウスによってその名が記された、ガリア系のバヨカセス族の領地であった。しかしながら、バイユーの土地への人の定住は、コムにあるエスキュールの要塞化した陣地（一方は海を、反対側はオール川谷を見下ろしていた）によって証明されたように、より古くから行われていた。面積が35ヘクタールの、別の要塞化された陣地が、カスティヨンに存在した。歴史家たちは、ベッサンがローマ帝国に併合される以前にケルト都市が実在したという証拠をもっていない。バイユーはおそらく、オール川のほとりや、ドローム川のほとりからサン・ルー・オールの位置にかけて点在する小屋、彼らが崇拝したフォニュ山（le mont Phaunus）のドルイドの小屋に限られていたのだろう。カエサルがガリアに侵攻すると、彼の副官の一人ティトゥス・サビヌスがベッサンに入って先住民をローマ支配に従わせた。
古代のバイユーに関する情報は今も不足している。プトレマイオスはNoemagus Biducassium（Noviomagos Badiocasso、Badiocassiの新しい市）の名で町を引用し、ローマ支配の間この地名が維持された。その後町の名はBajocassumに固定された。現在のバイユーのメインストリートは、この頃既に交通の軸だった。2か所の浴場があり、1つは現在のサン・ローラン教会の下、もう1つはレティエール通りの旧郵便局の建物下にある。浴場跡はローマの慣習と信仰を採用していた証拠である。なぜなら、ミネルヴァ女神の頭部彫刻が出土したからである。19世紀、大聖堂の下で、重要なローマ建築の存在を予感させる、巨大な彫刻のブロックが発見された。町は、Noviomagus Lexoviorum（現在のリジュー）とArauna（現在のヴァローニュ）の間の重要な交差点に築かれた。この交通軸はdecumanus maximusといい、現在のグラン・リュ通りである。町は古くに川の西岸で発展し、ノルマンディーの重要な商業と手工業の中心になった。バイユーとサン＝ヴィゴール＝ル＝グランにまたがるフォニュ山では、考古学的発掘によってネクロポリスが発見された。かつてのドルイドの本拠地フォニュ山は、町の宗教的アイデンティティ構築に大きな貢献をした。

### 古代後期
3世紀後半、市街は外部の侵略から身を守るための壁で囲まれた（壁は18世紀まで残っていた）。それは広い四角形をしており、我々は現在もおおよその跡をたどることができる。大聖堂の位置は、四角形の南東の角にあたる。現在のドゴール広場にかつてあった中世の城は、四角形の南西の角であった。南のブルベヌール通りの庭園の下と、北のサン・マロには、要塞跡の一部が数か所残っている。バイユーはその後、第2ルグドゥネンシス（その後ノルマンディーとなる）の重要な都市となった。バイユーは、サクソン人とフリース人海賊に対するローマ軍の沿岸防衛システムである、litus saxonicumの要所の1つであった。ラエタイ人（イラン系）・バタウィ人（ゲルマン系）で構成されるローマ守備隊は、ノティティア・ディグニタートゥムにおいて証明されている。歴史家たちは、235年から238年の間のマクシミヌス・トラクス帝時代、聖フロクセルがフォニュ山で殉教したと特定している。聖エグジュペールはそこで福音伝道の最初の衝動に駆り立てられたのだろう。バイユー司教であった聖ヴィゴールはその地でドラゴンを殺し、修道院を建てた。5世紀、低ザクセン地方からやってきたサクソン人集団が定住し、そこはOtlinga saxoniaと呼ばれた。6世紀後半には、住民たちはキリスト教化され、町は繁栄し、宗教的な中心地となっていた。5世紀、西ローマ帝国崩壊とともにバイユーはネウストリアに併合され、司教たちの権力が強くなり、時にはカール・マルテルの甥であるユーグのように王族から司教が選ばれた。

### ノルマン人時代

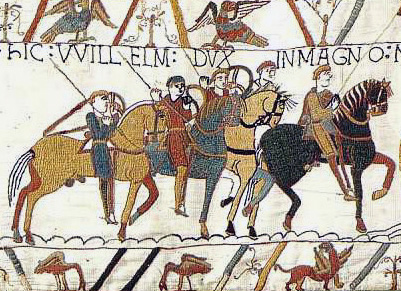
マティルダ王妃のタペストリーからの抜粋

890年、ヴァイキングたちは町を破壊したが、10世紀初めのボソン王時代に再建された。11世紀には、囲い地の外側、主に北と東に5つの村が作られた。これは公領時代の都市の発展を反映したものである。司教ユーグ2世と彼の後継者オドン・ド・コントヴィル（ウィリアム征服王の異父弟）の指導のもと、この町には1077年に新たに大聖堂が献堂されて豊かになった。しかし、この時期に町は影響力を失った。ウィリアム征服王が、公国の首都をカーンに定めたのである。
1105年、ノルマンディー公ロベール2世の公国が、弟のイングランド王ヘンリー碩学王に攻撃されたとき、バイユーはグニエ＝ドネーによって守られたが、ノルマンディーの他都市と同様に攻略され、燃やされた。1204年、ノルマンディー公国がカペー王朝に併合されたため、カペー家の政治的・経済的重要性が強まった。当時のバイユーにはおよそ20の教区教会と礼拝堂があった。バイユーは、リチャード獅子心王から自治憲章を買うことができるほどに、裕福だった。

### 百年戦争
12世紀初頭から百年戦争終盤まで、ノルマンディーの都市アヴランシュやカーンとは異なり、1417年までそのままの状態だったが、略奪に繰り返し苦しんだ。その後イングランド人が町を奪取し、長年にわたって町を略奪し、イングランド王ヘンリー5世に服従させられた。フランス王シャルル7世は、1450年4月14日のフォルミニーの戦いでノルマンディー再征服を開始し、5月14日から5月16日まで、イングランド軍が籠城するバイユーを包囲した。デュノワ伯が町を攻め落とすと、シャルル7世はバイユー住民たちに恩赦を与えた。1450年は繁栄の始まりであり、新興家門が権力を握り、古くからの家門が戦争と疫病で衰退していった。彼らは住宅や、塔のあるマノワールを建設した。これらの建物のうち約60軒が市内に点在している。石材は徐々に木材にとってかわりつつあった。
ルネサンスはほとんど痕跡を残さなかった。当時の最も美しい作品の中には、1544年から1548年の間に建てられたサン・パトリス教会、旧司教邸宅礼拝堂の内装建築がある。

### 宗教都市

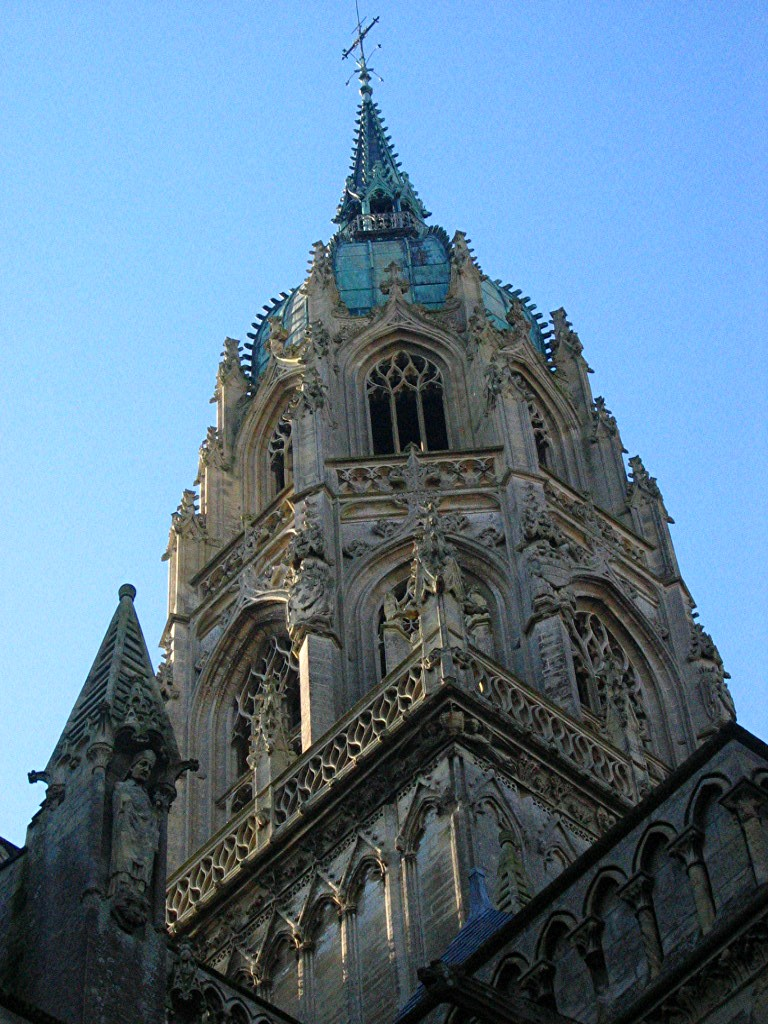
ノートルダム大聖堂のランタン塔

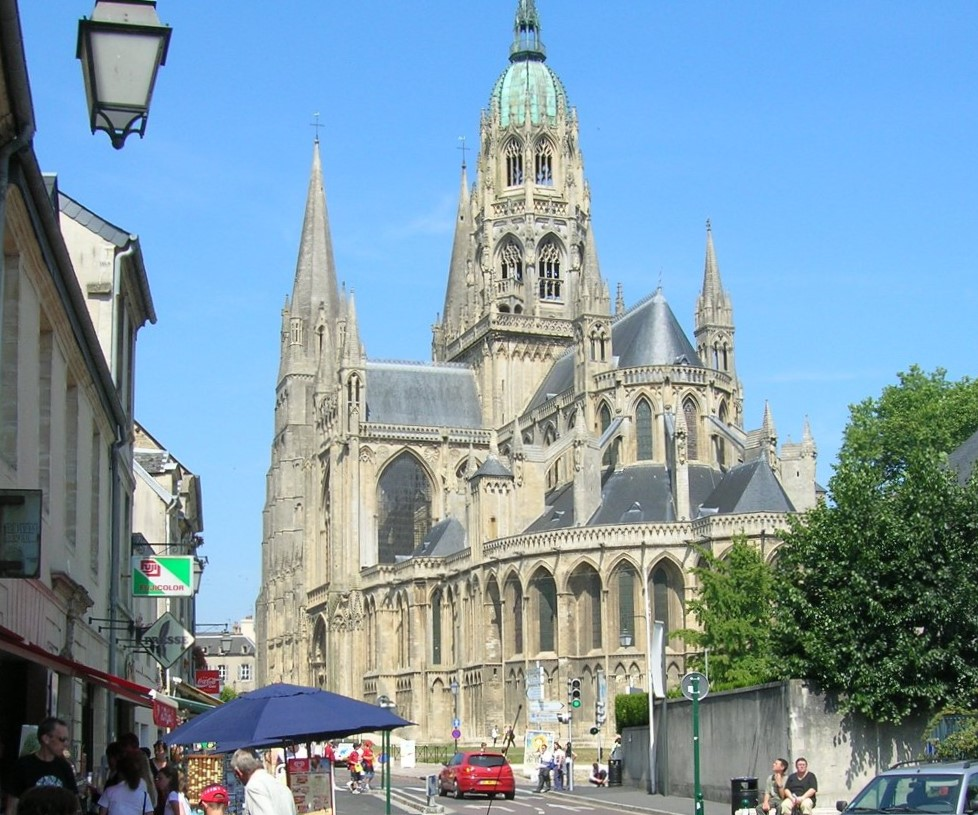
大聖堂のシュヴェ

バイユーは4世紀以来司教区の所在地であり（1801年にリジュー司教区と合併し、バイユー＝リジュー司教区となった）、ノルマンディー公領から1749年まで子爵領であった。
17世紀は、ネスモン司教の推進力のもとで宗教施設が発展した時代だった。バイユーは当時、神学校、病院、ベネディクト会修道院、ウルスラ会修道院、ノートルダム・シャリテ会修道院、12を超える邸宅が建設される大きな計画の中にあった。バイユーは、カルヴァン派信徒とカトリック教徒の間の衝突が凝縮されたといわねばならない。新教徒の反乱軍は1562年に町の主人となり、宗教遺産の大部分（像やステンドグラスなど）を破壊した。トリエント公会議の後、バイユーは対抗改革の中心となり、1615年から1650年にかけて、フランソワ・ド・ネスモンが司教職にある間反改革の枠組みの中、5か所の宗教施設が設置された。町の住民の10人中1人が宗教家だった。この時代は、今日タペストリーを所蔵するネスモン邸や病院のように、17世紀の特徴的な建築物を多く残している。この時代はまた、初のレース製造工場が設置された時でもあった。繊維製品の成長は、町の産業的要素を強めた。
18世紀初頭になって初めて、町は城壁の大規模な破壊、堀の埋め立て、当時の贅を物語る邸宅の建設などにより、大きな変化を遂げた。1770年代は、2つの重要な政治事件によって特徴づけられる。バイユーにノルマンディー行政裁判所が設置されたこと、アメリカ独立戦争の一環として、ヴォシュー基地と呼ばれた軍事演習場が設けられたことである。しばらくの間、町は王国最高の司法および軍事当局を擁していた。

### 応用芸術

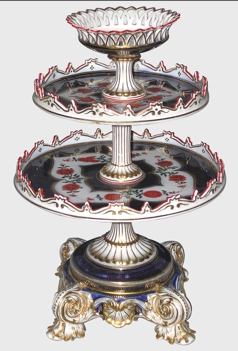
ラングロワ家時代のバイユー磁器

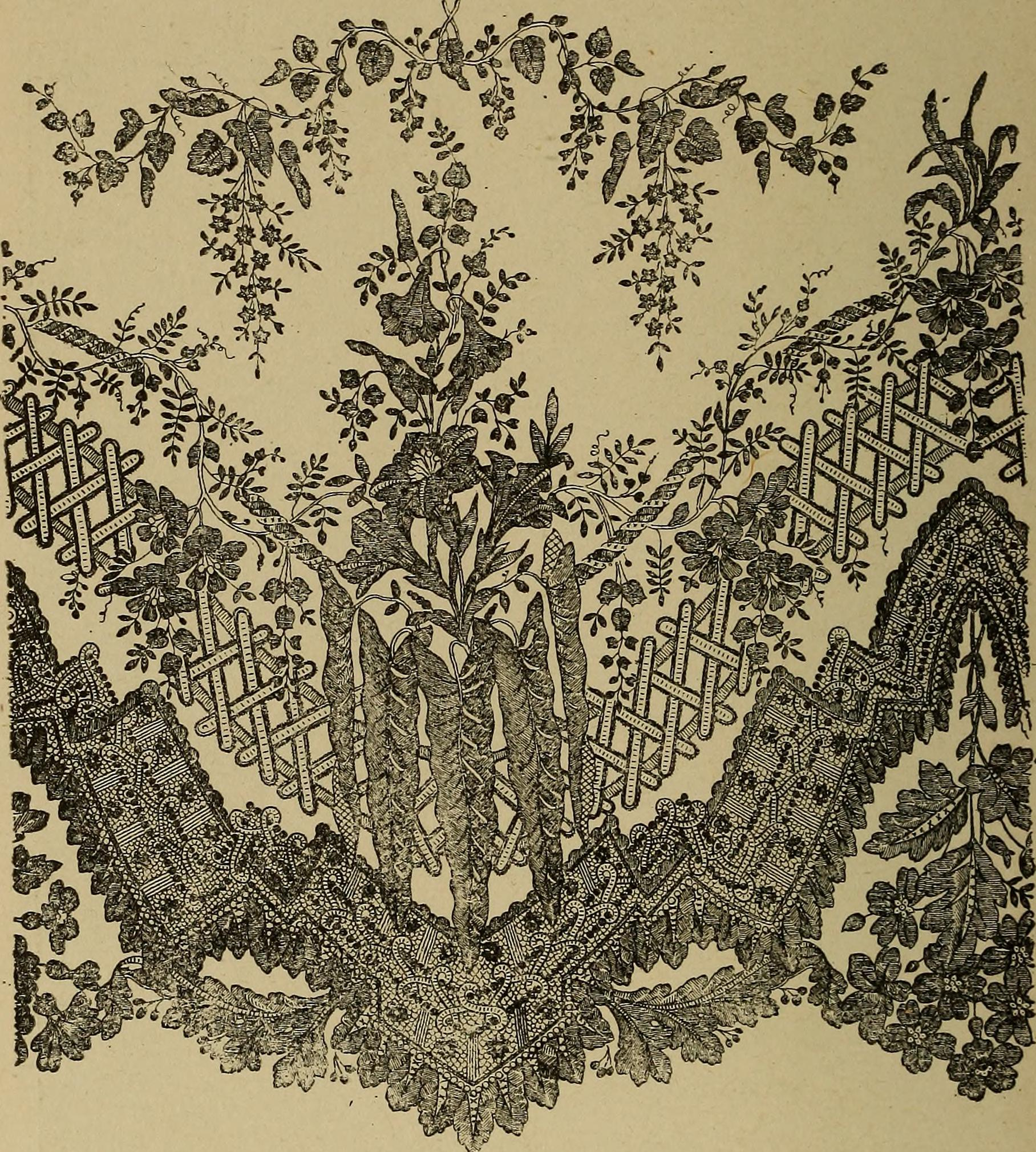
19世紀の糸レース、ポワン・ド・バイユー

1793年、ジョアシャン・ラングロワはヴァローニュで磁器工場を始めたが、財政上の理由から1812年に閉鎖せざるを得なかった。彼は、フランス革命後に空き家となったバイユーの元ベネディクト会修道院建物に事業を移すことにした。製造の歴史は、事業を支配した3家族の時代と一致する。1812年から1849年までのラングロワ家時代、1849年から1878年までのゴス家時代、1878年から1951年までのモルラン家時代である。工場はコミューンのピューで採掘されたカオリンを原料とした。原料のカオリンは、その硬さ、高温および熱衝撃に対する耐性で有名だった。モルラン家時代になると、製品は研究所向けに特化し、国際的な評価を得た。
バイユーのレースも有名である。フランソワ・ド・ネスモンは、1676年に、援助を受けている子どもたちの世話を病院の修道女たちに託した。こうして彼女たちはレース生産に乗り出したのだが、18世紀にレースの大ブームが来るまでは、その規模はささやかなものだった。1784年には、市内の工場で1000人以上が働いていた。革命後、事業が教会から切り離され、25の事業所がレース生産専業だった。その中で最も有名なのが、メゾン・タルディフと、メゾン・カルパンティエ＝ドラマールである。レース職人の手による生産は、機械化と、最後の工房メゾン・ルフェービュルが1973年に閉鎖されたことで、大きな損害を受けた。バイユーにはレース工芸学校があり、贅沢な服飾品の創造を専門としており、エルメス、クリスチャン・ディオール、クリスチャン・ラクロワとの仕事をしている。バイユーのレースは、黒い絹糸と、ボビンの交差で構成されている。製造されるレースの幅と複雑な模様に関連した数のボビンを使い、レース職人は、織機に固定された厚紙のカードに描かれた線や点に従って編むのである。大きなレースは、ラクロックと呼ばれる目に見えない針のポイントを使って結合されたいくつかのテープで構成される。バイユーのレースは陰影の効果、その装飾の豊かさで有名である。現在のバイユーのレース事業者は、現代的なグラフィックを備えたモデルを製造している。
ボビンレースはバイユー・レースの特産品である。それはノルマンディー、特にカーンとバイユーの地域で広く普及している。レース生産の創造と、国際的な評価を得た工場の重要性、両方の点からよりダイナミックである。使用される材料はリネン、絹、供給危機の時代になると綿が用いられた。レースは主に花模様の具象的なデザインだった。真珠、レ・ド・クール（fr）、ガドルーニング（fr）、定型化された葉（アカンサス、ヤシの葉など）、貝殻、受水盤、網目模様といった古典的な装飾から得た建築的モチーフも備えた。それはパリとシャンティイ地域で作られたレースから生じているが、バイユー・レースが現在の形となったのは18世紀半ばである。次の世紀には、バイユーのレースそのものが流行のスタイルとなった。したがって、主要な博覧会で正式に登場している（大学、博物館など）。その後、アランソンとアルジャンタンで製造されるニードルレースが主張するイメージに、強く触発された。バイユーのレースは、収集家を夢中にさせ、魅了し、表現意欲をかきたてる。新しいクリエイターは、職人技のレースづくりに独自のノウハウを適用しながら、新しいアイデアと新しい素材で伝統を継承しようとしている。

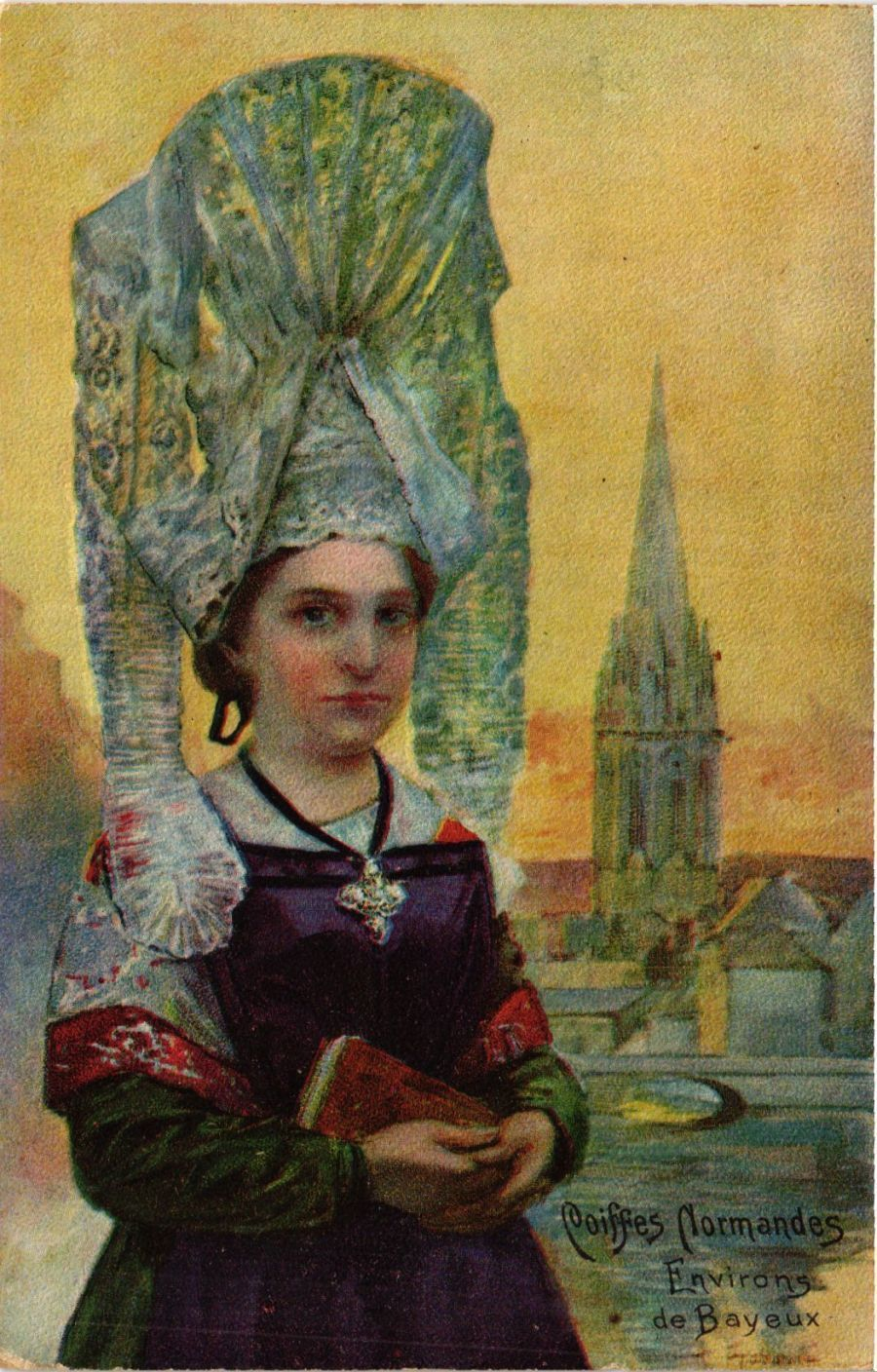
20世紀初頭、バイユーの典型的なコアフ

### 現代

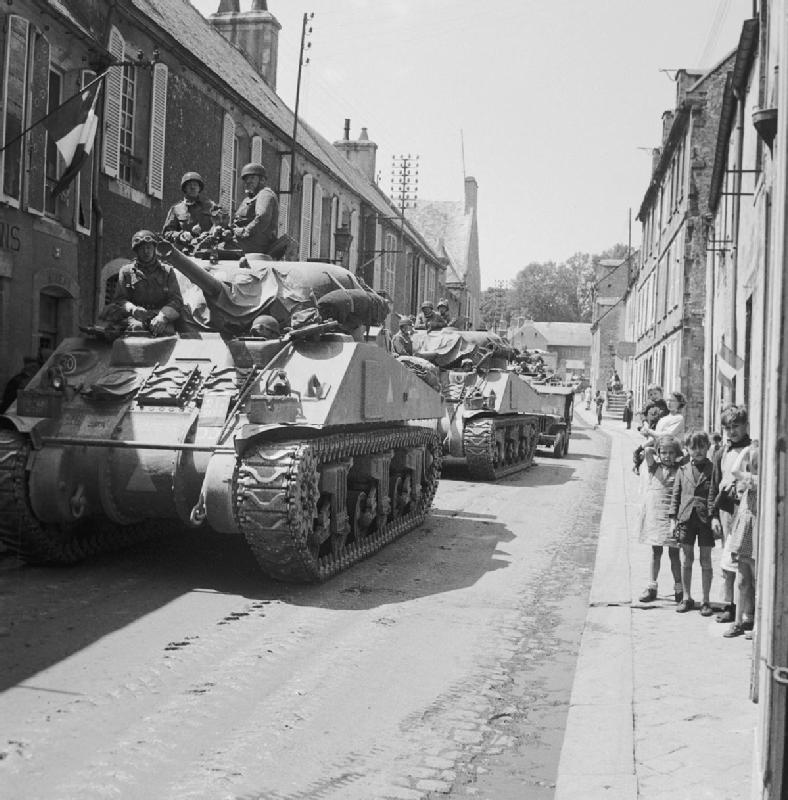
イギリス陸軍第30軍団のM4中戦車とジープ車が、ノルマンディーの戦いさなかの1944年にバイユーを通過する

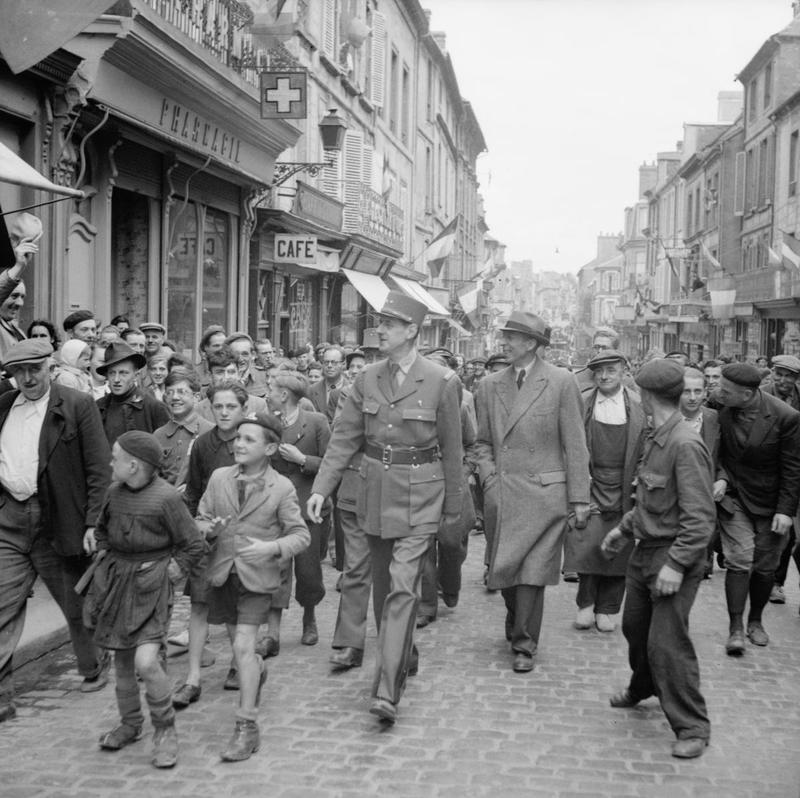
1944年6月14日、バイユーの町を歩くド・ゴール将軍を熱狂的に歓迎する群衆

19世紀のバイユーは、農業、レース、磁器で有名で、大きな変化はなかった。町はまだ中世の名残を留めており、ブルジョワの住居が充実していた。当時から、有名なマティルダ王妃のタペストリーは発見されており、町の象徴にもなっていた。1835年に図書館・博物館が開館した。この町は、19世紀の科学的・技術的発見によってもたらされた大変動から逃れることはできなかった。パリ-シェルブール鉄道は、1858年8月4日、皇帝ナポレオン3世と皇后ウジェニーによって開業した。1861年に公共照明のガス灯が登場し、1886年に公共水道、1913年には電気がもたらされた。バイユー最初の映画館、シネマ・ノルマンディーは1923年に開業した。
1940年、バイユーはドイツ軍に占領され、海岸をドイツ軍が制御するようになった。レジスタンスのネットワークは解体されるものの、ギヨーム・メルカデルの名前が伝えられている。彼はベッサンの道でトレーニングしながら抵抗運動のメッセージを伝達した、自転車選手であった。
ネプチューン作戦の翌日、1944年6月7日、ゴールド・ビーチに上陸したイギリス軍はバイユーに入った。バイユーは、フランス本土で初めて解放された主要都市となった。バイユーは、1944年6月の連合国による爆撃と戦闘から逃れたが、代わりに、ノルマンディーの戦いで爆撃された者や戦闘の負傷者を何千人も受け入れ、手当てをした。学校やコレージュは、即席の病院となった。バイユーは、完全に無傷のまま残るまれなカルヴァドス県の町である。
1944年6月14日、クルスル・シュル・メールにてフランス本土に上陸したド・ゴール将軍は、徒歩でバイユーに向かい、連合国とフランスの同盟関係を確認する演説を行う前に、熱狂的な群衆に囲まれた。将軍は、フランソワ・クーレをフランス共和国暫定政府により設置された共和国委員に任命し、1942年にヴィシー政府が任命したピエール・ロシャを解任後、レーモン・トリブーレを副知事とした。
この時期を記念した多くの記念物には、フランス国内で最大級の第二次世界大戦イギリス軍英霊墓地が含まれる。両陣営の兵士の墓が4648墓、内訳はイギリス人3935人、オーストラリア人17人、ニュージーランド人8人、南アフリカ人1人、ポーランド人25人、フランス人3人、チェコ人2人、イタリア人2人、ロシア人7人、ドイツ人466人、国籍不明1人である。記念碑には、2808人の行方不明の兵士の名前が刻まれている。イギリス人1537人、カナダ人270人、南アフリカ人1人である。
シャルル・ド・ゴールは1946年6月16日にバイユーを訪問し、現在彼の名前を冠している広場に石碑を設置した。その後彼はバイユーで演説を行い、1958年憲法の基礎となるものを提示した。

## 政治
かつては第4選挙区の中心であったが、現在のバイユーはカルヴァドス県第5選挙区の中心地であり、2017年以来国民議会議員を務めているのはベルトラン・ブイクス（LRM）である。2014年に再編されたバイユー小郡は34のコミューンで構成され、県議会議員2名が代表となっている。
コミューンとしてのバイユーは、2011年以降債務を大幅に削減し、2016年は健全な財務状況となっており、住民一人あたりの負債率は259ユーロとなっている。人口1万人から19999人までのコミューンにおける平均負債率が住民一人あたり941ユーロであることから、これを大幅に下回っている。

## 人口統計
2017年時点のコミューンの人口は13121人で、2012年当時の人口より4.04%増加した
| 1962年 | 1968年 | 1975年 | 1982年 | 1990年 | 1999年 | 2006年 | 2011年 | 2017年 |
| ------ | ------ | ------ | ------ | ------ | ------ | ------ | ------ | ------ |
| 9678   | 11451  | 13457  | 14721  | 14704  | 14961  | 14466  | 13511  | 13121  |

参照元:1962年から1999年までは複数コミューンに住所登録をする者の重複分を除いたもの。それ以降は当該コミューンの人口統計によるもの。1999年までEHESS/Cassini、2006年以降INSEE

## 生活

### 教育
バイユーはカーン教育行政区（アカデミー・ド・カーン）に属する。バイユーには、幼稚園から中学校まで10校、障がい児専門学校1校、コレージュ3校、リセに相当する一般教育高校とコーモン職業技術高校の2校がある。バイユーには、保育園と小学校に通う児童が2000人以上、中学生と高校生が3500人以上いる。

### 信仰
4世紀以来、バイユーにはカトリックの司教区が置かれてきた。初代バイユー司教は聖エグジュペールである。1855年、8つの首席司祭教区、51の教区を含むバイユー＝リジュー司教区（ルーアン教会区の一部）が創設された。現在の司教は2010年に就任したジャン・クロード・ブーランジェ師で、司教館はバイユーのランベール・ラフォレスティエ通りにある。神学校は1969年以降使われなくなり、現在はタペストリー美術館が入っている。現在、バイユーはベッサン地方の首席司祭教区と、30のコミューンと26000人の住民からなるノートルダム・ド・ベッサン教区に属している。大聖堂とサン・パトリス教会は、今も定期的に信者を受け入れている。1648年以降、ベネディクト会派のサント・トリニテ修道院があった。
新教徒教会がプリュドムの小路にある。福音主義教会、ビブリカル・バティスト教会はネスモン通りにある。

## 史跡
- ギヨーム・ル・コンケラン・センター - 2007年6月にUNESCO世界遺産に登録された、バイユーのタペストリーを展示している。この博物館は、1693年にフランソワ・ド・ネスモン司教の指導のもと建設が始まり、ラザロの兄弟会のコミュニティが使用した旧神学校建物に入っている。
- ノートルダム大聖堂 - ロマネスク建築およびノルマン・ゴシック建築。ステンドグラスはウィリアム征服王の物語を記念したもの。大きなオルガンが注目に値する。ヘイスティングズの戦いに参加した騎士の名簿もある。
- バロン・ジェラール美術館 - 美術品の豊富なコレクションを収集し、町の歴史をたどるバロン・ジェラール美術館は、リベルテ広場にある、旧司教邸宅にある。ギュスターヴ・カイユボット、ジャック＝ルイ・ダヴィッド、ジャン＝バティスト・カミーユ・コロー、ウジェーヌ・ブーダン、モーリス・ユトリロ、キース・ヴァン・ドンゲン、モーリス・ド・ヴラマンクなどの作品を見ることができる。1959年以来、この施設は、美術館に展示された数多くの作品の寄贈者であるアンリ・アレクサンドル・ジェラール男爵にちなんで名づけられた。美術館は、考古学出土品、絵画、グラフィックアート、家具、磁器、レースのコレクションを通じて、バイユーの歴史をたどることを目指している。
- バタイユ・ド・ノルマンディー記念博物館 - この記念博物館では、ノルマンディー上陸後の76日をたどることができる。上陸作戦はこの地域にとって劇的であったが、連合国軍の勝利はヨーロッパの解放を宣言するものだった。この博物館は、戦闘に参加した戦闘員を記憶することに捧げられている。切妻壁には、1944年にイギリス人は1066年の勝者（ヘイスティングズの戦い）を解放しにやってきたというラテン語の文章が刻まれている。
- サンテグジュペール教会 - 初代バイユー司教の名前にちなんで名づけられた。5世紀には、初期の司教たちの埋葬地となっていたため、起源は非常に古い。現在の建物は19世紀のものである。一般公開されていない。
- サン・パトリス教会の鐘楼 - バイユー唯一の、典型的なルネサンス建築。7階建てで、1544年から1548年にかけ建設。
- 旧司教宮殿 - 現在は市庁舎となっている。16世紀のルイ・ド・カノッサ司教時代に完成。

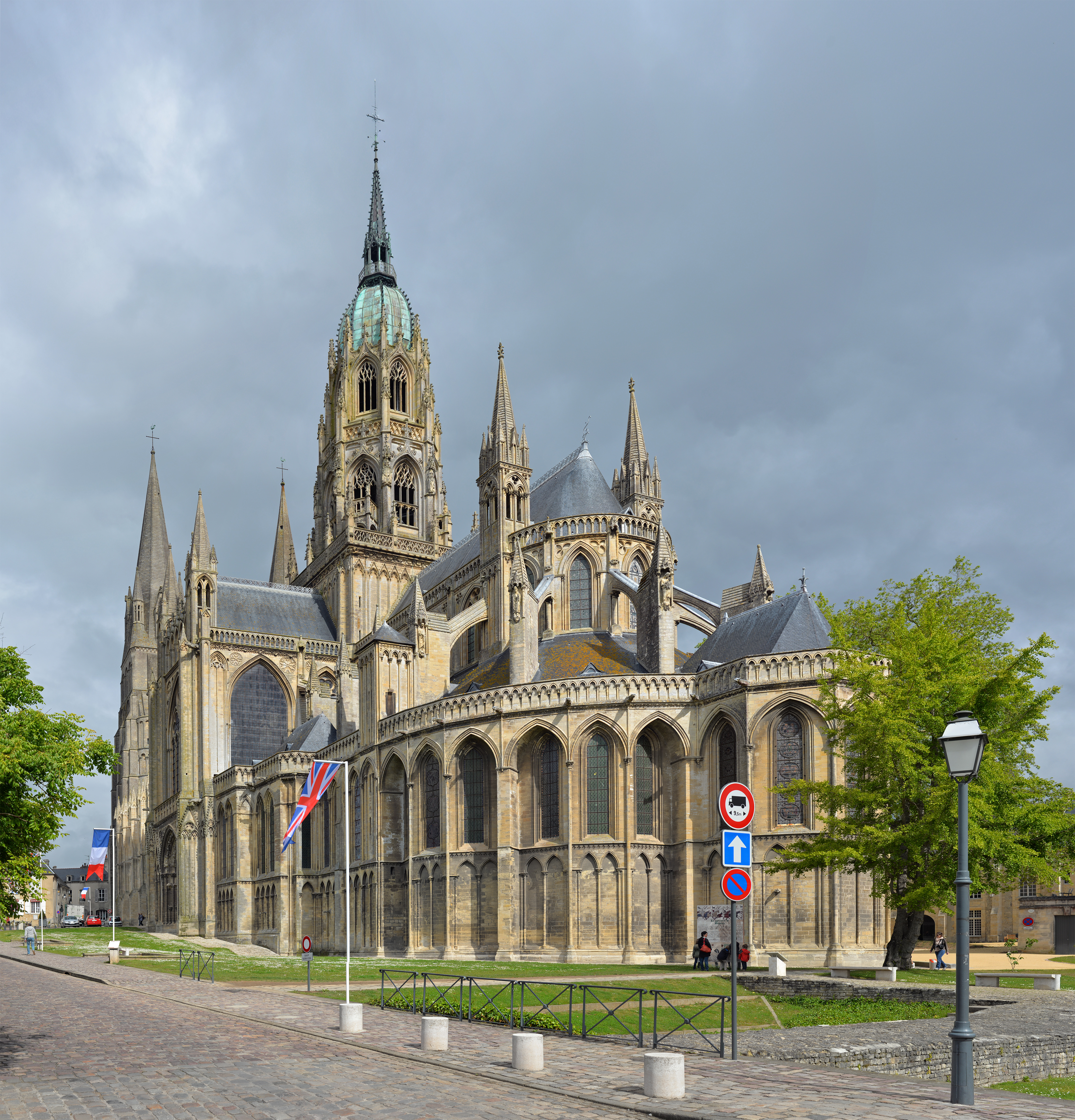
ノートルダム大聖堂
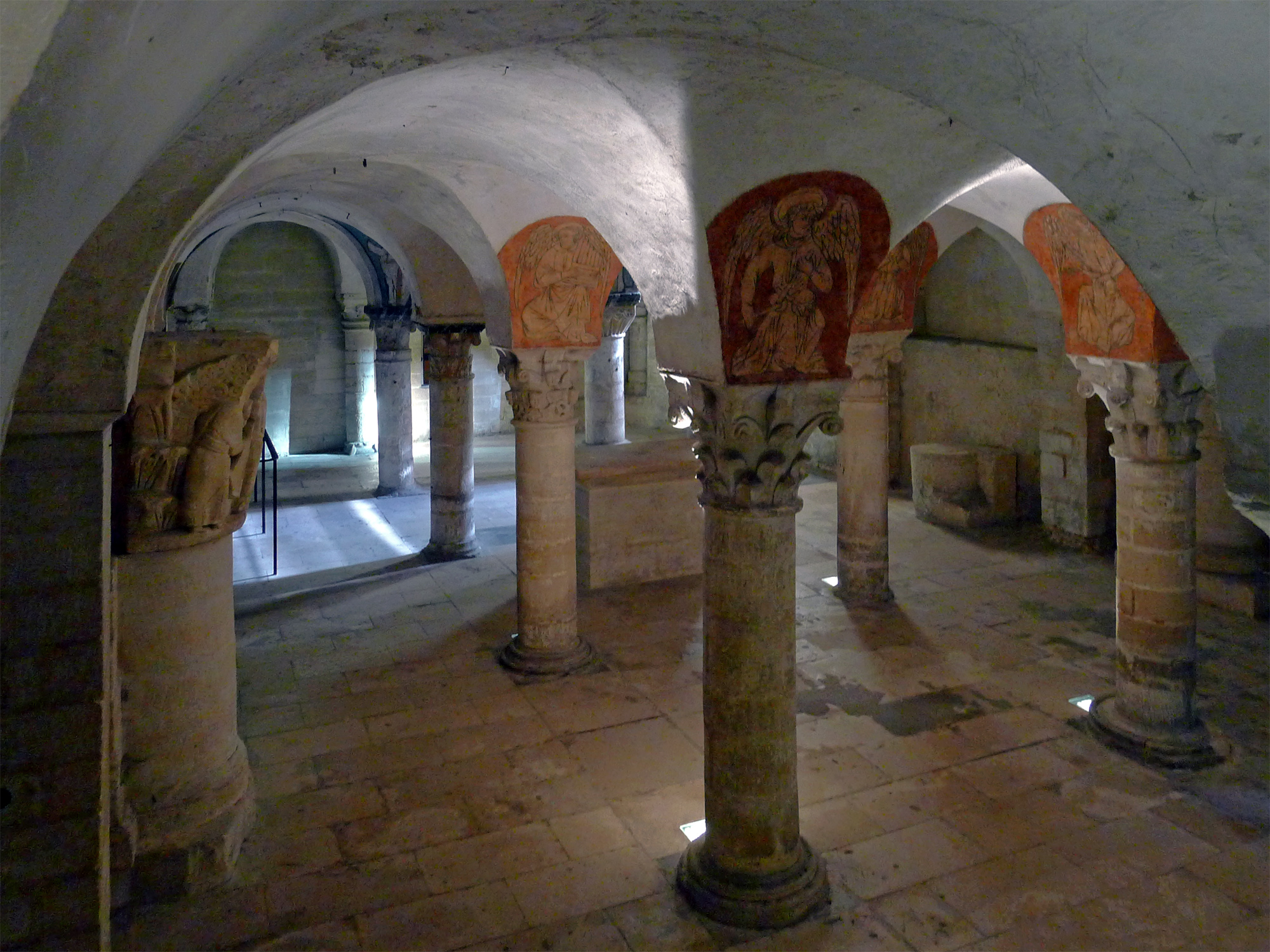
大聖堂の地下墓地
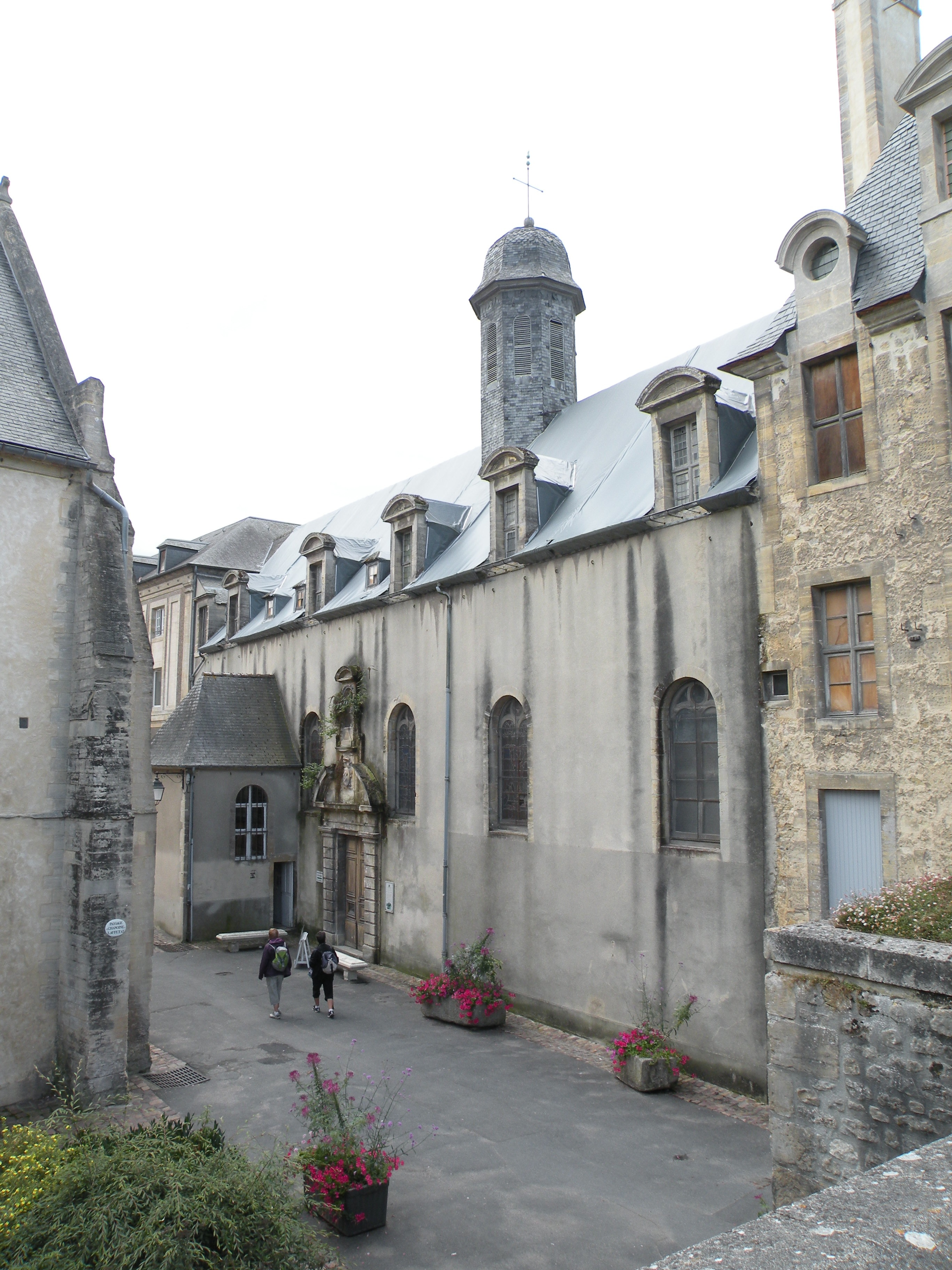
オギュスティーヌ礼拝堂
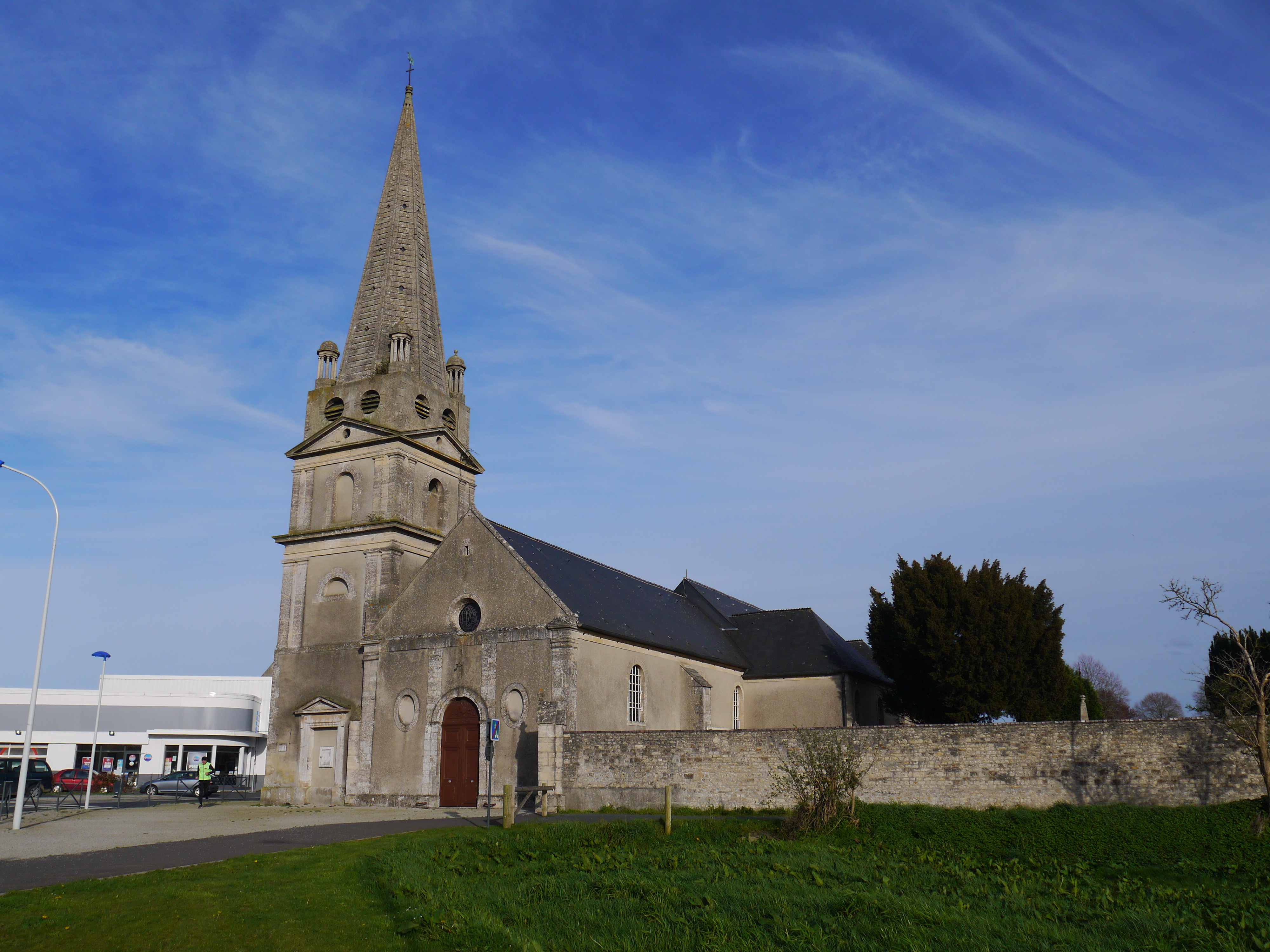
サンテグジュペール教会
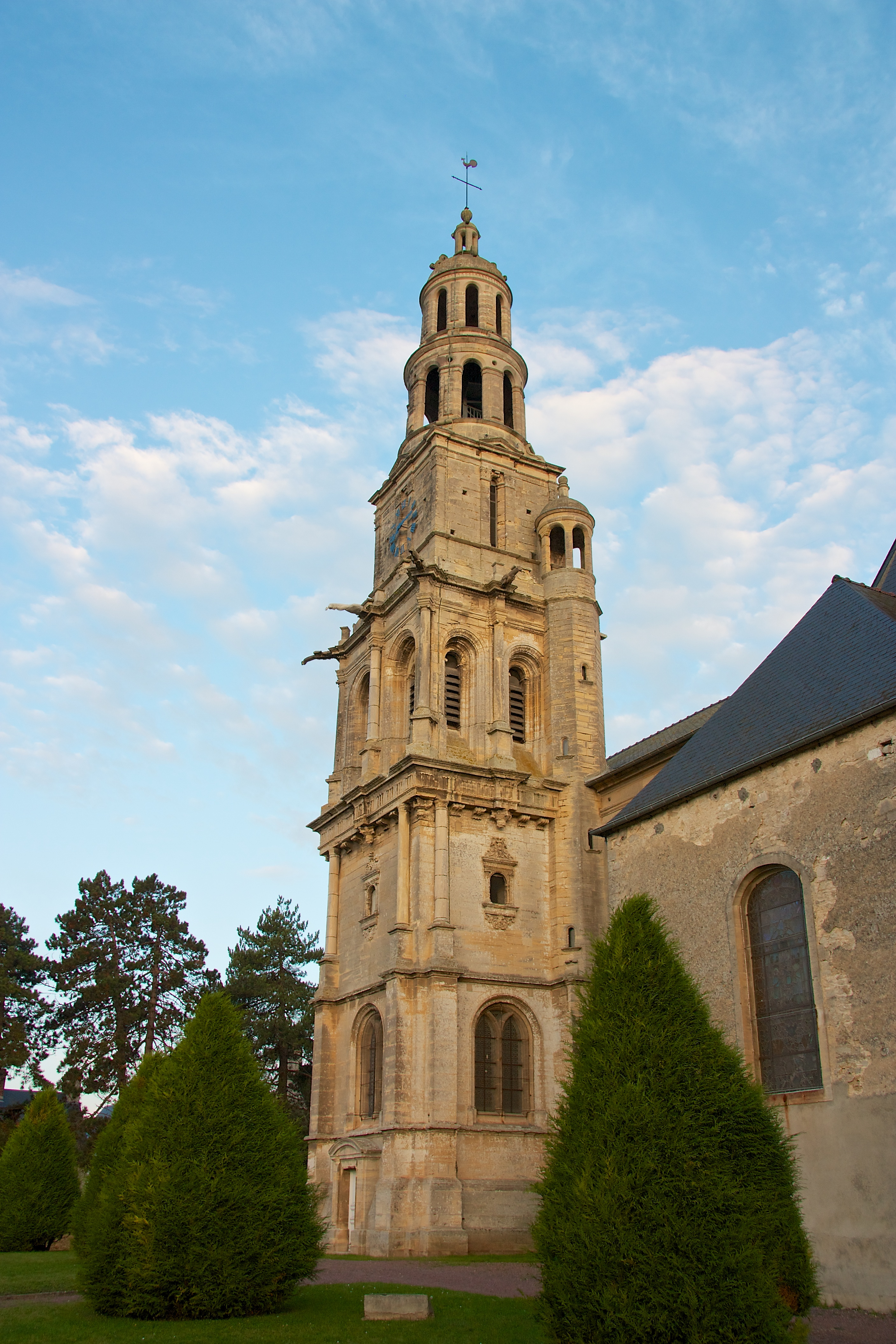
サン・パトリス教会鐘楼
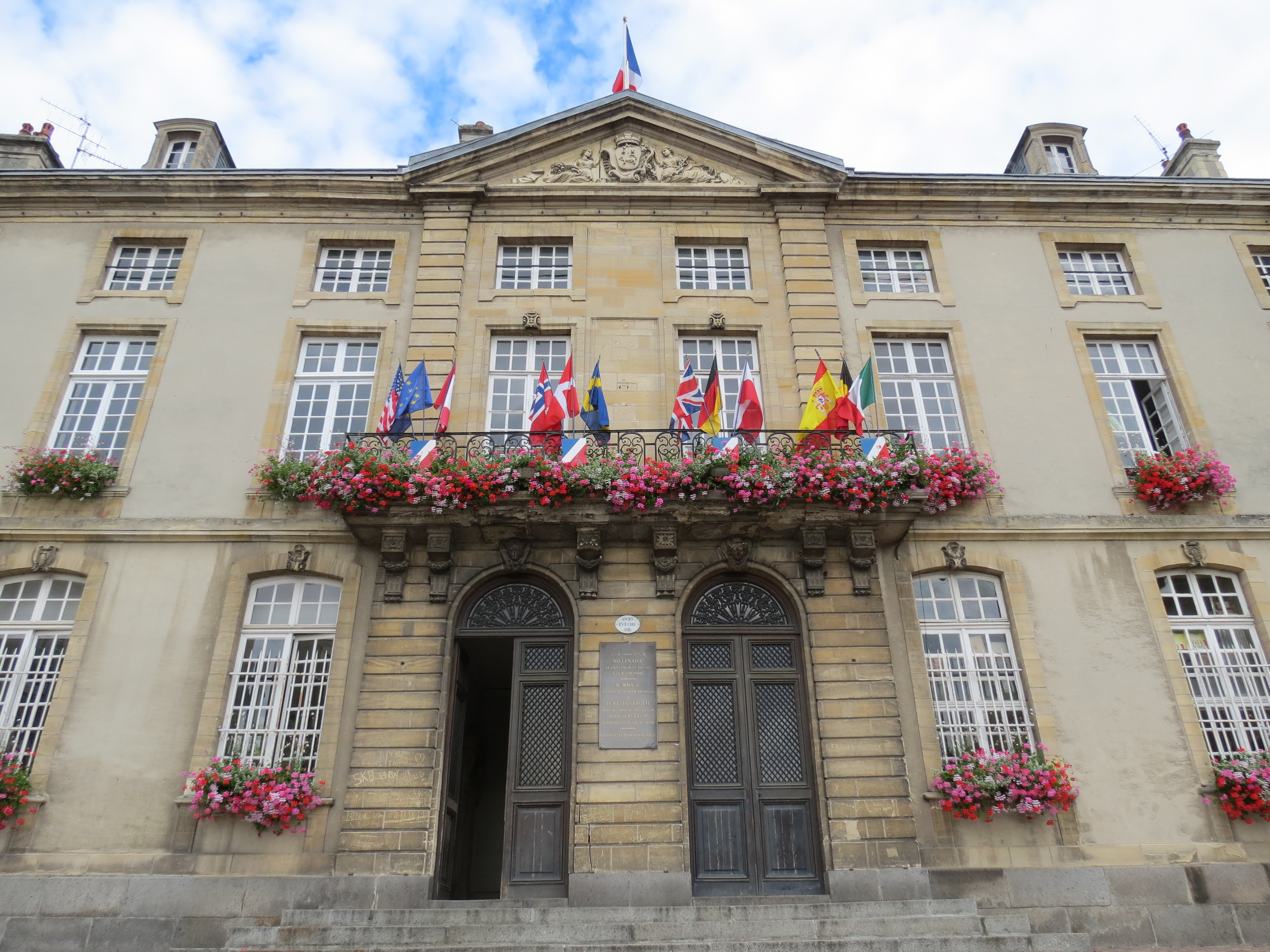
旧司教宮殿。現在は市役所

## 文化

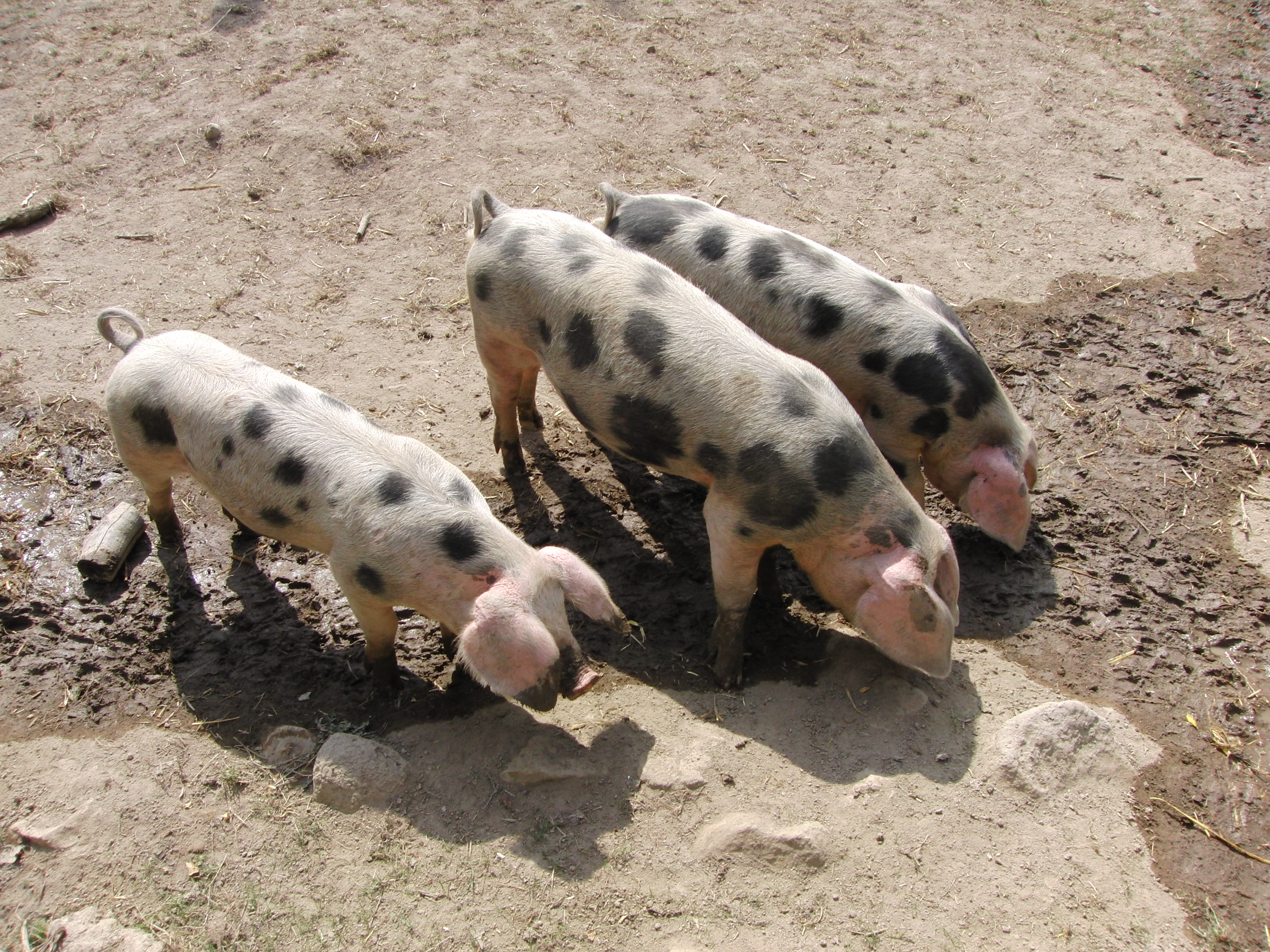
バイユーブタ

### 美食
バイユーとベッサン地方は、伝統的に農業、特に乳製品生産専門の土地柄である。バイユーは、ペイ・バスク、コルス、ガスコーニュ、リムーザンと同様に、国内で6種ある地名に関連付けられた名を持つブタ品種の1つ、体は白で黒い斑点をもつ、バイユーブタの産地である。
ベッサン産の食品は、サン・パトリス広場で毎週土曜日朝に開かれる市で見つけられる。ポルタン・ベッサン港やグランカン・メジー港で水揚げされた魚介類、農場の家畜、乳製品やリンゴを使った食品など。水曜日朝にサン・ジャン通りでも市が開かれる。
市の中心であるジェネラル・ド・ゴール広場では、有機農業の農家がシードルやカルヴァドス、リンゴジュースを販売する。バイユーの町では、ベッサンの果樹園で収穫されたリンゴの加工が行われる。
バイユーから3km離れたゲロンにあるヴィアール社のシードル工場では、シードル、ポモー、カルヴァドス・ド・バイユーが販売されているが、工場で生産されるのはシードルのみである。ラベルにはバイユーのタペストリーから抜粋したデザインが使われている。
新鮮で半生のヤギのチーズ、Bajocasseはノナンで生産されている。

## 姉妹都市
- ドーチェスター、イギリス
- リュベッケ、ドイツ
- ヴィボー、デンマーク
- アイントホーフェン、オランダ
- ホイニツェ、ポーランド